# Kerstin Frank
Kerstin Frank (Wenen, 23 oktober 1988) is een Oostenrijks kunstschaatsster. Ze vertegenwoordigde haar vaderland op de Olympische Winterspelen 2014 in Sotsji, en werd er zesentwintigste bij de vrouwen. Frank is zesvoudig Oostenrijks kampioene.

## Biografie
Frank begon in 1998 met kunstschaatsen. Ze maakte in 2004 haar debuut bij de junioren en in 2006 bij de senioren; zowel in dat jaar als in 2007 kwam ze op beide niveaus uit. Frank behaalde in 2006 met de zevende plaats haar beste resultaat op een Junior Grand Prix-wedstrijd. Ze nam deel aan de WK junioren van 2007, haar enige deelname aan een WK junioren, en werd daar 23e.
Ze nam zeven keer deel aan de EK en acht keer aan de WK. De twaalfde plek op de EK en 21e op de WK zijn haar beste resultaten. Frank kwalificeerde zich in 2014 voor de Olympische Winterspelen in Sotsji. Daar werd ze zesentwintigste bij de vrouwen.

## Belangrijke resultaten
| Kampioenschap           | 04/05 | 05/06  | 06/07 | 07/08         | 08/09         | 09/10         | 10/11         | 11/12         | 12/13         | 13/14         | 14/15         | 15/16         | 16/17         | 17/18         |
| ----------------------- | ----- | ------ | ----- | ------------- | ------------- | ------------- | ------------- | ------------- | ------------- | ------------- | ------------- | ------------- | ------------- | ------------- |
| Olympische Spelen       |       |        |       |               |               |               |               |               |               | 26e           |               |               |               |               |
| Wereldkampioenschap     |       |        |       |               | 23e           | 30e           |               | 21e           | 24e           | 31e           | t.z.t.        | 32e           | 31e           |               |
| Europees kampioenschap  |       |        |       |               | 20e           |               |               | 30e           | 12e           | 31e           | 17e           | 22e           | 22e           |               |
| Nationaal kampioenschap | 5e    | t.z.t. | Brons | Brons         | Zilver        | Zilver        | Brons         | Goud          | Goud          | Goud          | Goud          | Goud          | Goud          |               |
| WK junioren             |       |        | 23e   | geen deelname | geen deelname | geen deelname | geen deelname | geen deelname | geen deelname | geen deelname | geen deelname | geen deelname | geen deelname | geen deelname |
| NK junioren             |       |        | Goud  | geen deelname | geen deelname | geen deelname | geen deelname | geen deelname | geen deelname | geen deelname | geen deelname | geen deelname | geen deelname | geen deelname |

t.z.t. = trok zich terug